# Ophiotettix burgersi
Ophiotettix burgersi är en insektsart som beskrevs av Bolívar, C. 1929. Ophiotettix burgersi ingår i släktet Ophiotettix och familjen torngräshoppor.

## Underarter
Arten delas in i följande underarter:
- O. b. burgersi
- O. b. modesta
- O. b. westwoodi